# Octavio de la Concepción de la Pedraja
Octavio de la Concepción de la Pedraja, «Moro», «Morogoro», «Muganga», «Médico» (n. 16 de octubre de 1935 en La Habana, Cuba; m. 12 de octubre de 1967 en Cajones, Bolivia) fue un médico, guerrillero y militar cubano que luchó en la Revolución Cubana, y a las órdenes del Che Guevara en el Congo y Bolivia donde murió en combate. Alcanzó el grado de primer teniente del ejército cubano.

## Biografía
Nació en La Habana el 16 de octubre de 1935. Sus padres, Hilda y Octavio, tenían una farmacia, pero durante una crisis económica dejaron La Habana para probar suerte en otro lugar. Su familia se mudó al central Fernando de Dios, en Tacajó, en la actual provincia de Holguín. Cuando Octavio tenía ocho años, nació su hermano Oscar, que luego fue médico.
Al culminar el sexto grado marcha a La Habana a cursar el bachillerato en el Colegio de Belén. En esa etapa observa con malestar las grandes diferencias entre los muchachos pudientes y sus amigos de la infancia, compañía que busca en cuanto regresa de vacaciones. 
En 1952 ingresó a la Facultad de Medicina de la Universidad de La Habana, participando en las luchas estudiantiles, interrumpiendo sus estudios en 1957 cuando la facultad fue cerrada por el régimen de Fulgencio Batista. 
Mientras cursaba la carrera también trabajaba gratuitamente en la sala Enrique López del Hospital General Calixto García. Aquí conoció al actual miembro del Buró Político del Partido, José Ramón Machado Ventura y establecieron una relación amistosa. 

### Revolución cubana
En 1957 luego del cierre de la universidad, Tavito regresó a Tacajó, ingresó en el Movimiento 26 de Julio y prestó asistencia médica en el hospitalito del Central hasta su definitiva incorporación al Ejército Rebelde. En noviembre de 1958 se unió al Segundo Frente Oriental Frank País, comandado por Raúl Castro, como auxiliar de cirugía.
Una vez triunfante la Revolución cubana fue nombrado Jefe de Sanidad Militar en Guantánamo. En 1959 regresó a sus estudios de medicina mientras labora en el Hospital de la Policía Nacional Revolucionaria. Después hace el internado en el Hospital Carlos J. Finlay y vuelve a Baracoa para cumplir su servicio social, lugar donde alcanza la militancia del Partido Comunista de Cuba. En 1963 vuelve al Hospital General Calixto García para cursar la especialidad de cirugía, sin abandonar su condición de médico militar.

### Congo
A fines de 1964 el Che Guevara había decidido dejar el gobierno cubano para dedicarse a impulsar la lucha armada en otros países. La República Democrática del Congo, ubicada en el centro del África fue tomada para establecer un «foco» desde el que se podría irradiar la revolución a todo el continente.
María Josefa Gómez, la esposa, recuerda la primera despedida, a mediados de agosto de 1965; Octavio Manuel, el mayor de los hijos, era pequeño y Luis Oscar sólo tenía 45 días de nacido. Dijo que marcharía a cumplir una misión, pero no explicó dónde.
A partir de abril de 1965 Guevara se instaló al mando de 120 cubano para apoyar la lucha del Consejo de Liberación del Congo. Entre ellos estaban Octavio de la Concepción de la Pedraja («Morogoro»). La experiencia fue un fracaso y en noviembre debieron retirarse cuando la derrota y captura era inminente.
Fue allí donde adquirió el sobrenombre de «Muganga», que significa en suajili «médico» o «adivino».

### Bolivia y muerte
Luego de la fallida experiencia del Congo, el Che Guevara organizó un foco guerrillero en Bolivia, donde instaló a partir del 3 de noviembre de 1967, en una zona montañosa cercana a la ciudad de Santa Cruz, en una área que atraviesa el río estacional Ñancahuazú, afluente del importante río Grande.
A mediados del año 1966 el Che había enviado Bolivia a dos de sus hombres de confianza, Harry Villegas («Pombo») y Carlos Coello («Tuma»), donde ya se encontraba José María Martínez Tamayo («Papi»), organizando los contactos y analizando la situación. Luego se sumarían al grupo de combatientes, junto con otros hombres clave del Che Guevara, Eliseo Reyes, Juan Vitalio Acuña («Vilo»), Jesús Suárez Gayol («el Rubio»), Israel Reyes Zayas («Braulio»), René Martínez Tamayo, Orlando Pantoja Tamayo («Olo»), Alberto Fernández Montes de Oca («Pacho»), Aniceto Reinaga Cordillo («Aniceto»), Octavio de la Concepción de la Pedraja («Moro»), Dariel Alarcón («Benigno») y Tamara Bunke («Tania»).
Cuando se despidió nuevamente de su familia a fines de noviembre de 1966, quería darle el reloj que había usado en el Congo, a su hermano Oscar, pero después dijo: "mejor no, porque eso me huele a herencia y yo voy a regresar". 
El grupo guerrillero tomó el nombre de Ejército de Liberación Nacional (ELN) de Bolivia con secciones de apoyo en Argentina, Chile y Perú. Los enfrentamientos armados comenzaron el 23 de marzo de 1967.
En la noche del 11 de diciembre arriban al campamento que Octavio describe así: "Se trata de un lugar de monte sin agua cerca, con gran cantidad de jejenes, guasasu y bichos de toda clase, así como sus víboras de vez en cuando; por la noche hay que taparse y por el día el calor casi es irresistible, si te quitas la camisa te pican los jejenes, si te tapas y te metes en la hamaca te ahogas de calor, en fin, que ahora comprendo perfectamente lo que nos decía nuestro máximo líder: `si logran adaptarse al medio, triunfan." 
A partir de ese día, el "Che" le llamará en el Diario, indistintamente, Moro, Morogoro, Muganga o Médico; será el responsable de los servicios médicos y uno más para realizar exploración, cazar, pescar, cocinar, hacer caminos, buscar un lugar seguro para cuidar de los enfermos y, cuando es necesario, combatir. Plasma sus impresiones en un diario del cual sólo se han podido conocer algunos fragmentos y no pierde el carácter jaranero que lleva al jefe guerrillero a llamarle la atención sobre la "tendencia a exasperar a los compañeros con sus chanzas." 
Durante 11 meses Moro se mantiene firme en la lucha aunque su estado de salud va en franco deterioro. El primero de febrero enferma de paludismo. No obstante, realiza largas marchas y atiende a compañeros y heridos enemigos. En la madrugada del 30 de julio cuida del "Che", afectado por un fuerte ataque de asma; mientras hace el café, detecta la presencia del Ejército y es Tavito quien inicia el combate. Tarde en la noche asiste a Pacho y Ricardo, este último herido de muerte. 
En el mes de agosto el asma golpea duro al Comandante Guevara, quien mejora gracias a una dieta estricta y la respiración artificial que le da el médico cubano con la ayuda de Arturo. El 21 de agosto el "Che" anota el empeoramiento de la salud del Moro, por una crisis de lumbago; a partir de ese momento será él quien le brinde asistencia y protección. 
Los días que siguen resultan duros para el enfermo. El 26 de septiembre, después del combate en que mueren Coco Peredo, Miguel (Manuel Hernández) y Julio (Mario Gutiérrez), el Guerrillero Heroico anota: "Salió la vanguardia para tratar de llegar a Jagüey y allí tomar una decisión sobre el médico". 
Realizan marchas en extremo fatigosas a altitudes que superan los dos mil metros. El 8 de octubre la intención del "Che" es romper el cerco durante la noche y dirigirse al río Piraypani para llegar a Valle Grande buscando el camino a Puerto Breto. Durante el desigual combate de ese día el jefe guerrillero y un reducido grupo de compañeros aguantan heroicamente el ataque del Ejército para que el Moro, Eustaquio (Lucio Edilberto Galván) y Chapaco (Jaime Arana), también en malas condiciones, puedan salir escoltados por Pablito (Francisco Huanca). 
Solo tres de los dieciséis cubanos combatientes sobrevivieron. Fue parte del grupo de diecisiete sobrevivientes que llegaron el 8 de octubre de 1967, comandados por Ernesto Guevara, hasta la Quebrada del Yuro, donde este último sería herido y capturado y asesinado al día siguiente. De la Concepción se encontraba entonces muy enfermo, motivo por el cual Guevara y lo envió con un grupo de enfermos heridos, entre los que estaban Francisco Huanca Flores («Pablo»)Lucio Edilverto Garvan Hidalgo («Eustaquio») y Jaime Arana Campero («Chapaco»), que su pelotón cubriría. 
Después de tres jornadas de caminata continua, sin alimentos y con sed, éstos llegan el 12 de octubre a la confluencia de los ríos Mizque y Grande, punto custodiado por tropas para evitar que puedan obtener agua. Cuando los guerrilleros tratan de llegar al río en busca del necesario líquido, los soldados abren fuego. Ellos ripostan y continúan decididos su avance hasta que todos caen acribillados por las balas enemigas. 
El grupo logró llegar hasta Cajones donde fueron alcanzados por las tropas del ejército boliviano y ultimados el 12 de octubre de 1967, siendo enterrados clandestinamente.
Sus restos fueron hallados el 13 de diciembre de 1995. y han sido colocados en el Memorial de Ernesto Che Guevara en Santa Clara.